# Miguel Colasuonno
Miguel Colasuonno (São Paulo, 2 de fevereiro de 1939 – São Paulo, 4 de outubro de 2013) foi um economista e político brasileiro.

## Biografia
Filho do italiano José Colasuonno, fiscal de finanças, fez o ensino fundamental e médio no tradicional Colégio Dante Alighieri e formou-se em Economia na Faculdade de Economia, Administração e Contabilidade da Universidade de São Paulo (FEAUSP), tendo sido presidente do Centro Acadêmico Visconde de Cairu.
Foi prefeito indicado da capital paulista, entre 1973 e 1975 tendo sido nomeado pelo então governador Laudo Natel, de quem foi secretário do Planejamento, em substituição a José Carlos de Figueiredo Ferraz, que havia sido demitido do cargo. Em 1973, foi galardoado com o prêmio Economista do Ano.
Na sequência, foi assessor do ministério de Planejamento, na época em que o general Ernesto Geisel ocupava a presidência da República. 
Colasuonno era também PhD em Relações Internacionais pela Universidade Vanderbilt (Estados Unidos) e pós-graduado em Economia, com especialização em Comércio Internacional e Câmbio, pela Universidade de São Paulo. Foi diretor da Fundação Instituto de Pesquisas Econômicas (FIPE). Foi presidente da Embratur (1980-1985) e do Sindicato dos Economistas do Estado de São Paulo (1986-1995), além de vereador de São Paulo de 1993 a 2000, quando foi um dos principais líderes da base de apoio aos prefeitos Paulo Maluf e Celso Pitta, chegando à presidência da Câmara Municipal em 1994.
Foi diretor administrativo da Eletrobrás e presidente do conselho da Eletronuclear.
O ex-prefeito e ex-presidente da Câmara Municipal de São Paulo, Miguel Colasuonno, faleceu na sexta-feira (4 de outubro de 2013), aos 74 anos, por complicações decorrentes de leucemia aguda, conforme informou seu filho Eduardo Colasuonno, 45. Morreu no Instituto do Coração de São Paulo (INCOR). Foi sepultado no Cemitério do Morumbi.